# 大森本町
大森本町（おおもりほんちょう）は、東京都大田区の地名。現行行政地名は大森本町一丁目および大森本町二丁目。住居表示実施済区域。

## 地理
大田区の北東部に位置する。北部は品川区南大井と、東部は大田区平和島・大田区平和の森公園と、南部は概ね環七通りに接して大田区大森東と、西部は第一京浜に接して大田区大森北と隣接する。幹線道路沿いは高層建造物が建てられ、その他の地域は住宅地として利用されている。

## 歴史

### 地名の由来
大森本町の呼称は、住居表示施行時に定められたもので、旧東海道・現美原通り商店街を中心に商店が建ち並び、海苔問屋も多く商業が栄えていたことから名付けられた。

## 世帯数と人口
2024年（令和6年）4月1日現在（東京都発表）の世帯数と人口は以下の通りである。
| 丁目           | 世帯数    | 人口    |
| -------------- | --------- | ------- |
| 大森本町一丁目 | 2,465世帯 | 4,578人 |
| 大森本町二丁目 | 2,517世帯 | 3,843人 |
| 計             | 4,982世帯 | 8,421人 |

### 人口の変遷
国勢調査による人口の推移。
| 年                 | 人口  |
| ------------------ | ----- |
| 1995年（平成7年）  | 5,518 |
| 2000年（平成12年） | 6,916 |
| 2005年（平成17年） | 7,982 |
| 2010年（平成22年） | 8,323 |
| 2015年（平成27年） | 8,532 |
| 2020年（令和2年）  | 8,584 |

### 世帯数の変遷
国勢調査による世帯数の推移。
| 年                 | 世帯数 |
| ------------------ | ------ |
| 1995年（平成7年）  | 2,446  |
| 2000年（平成12年） | 3,169  |
| 2005年（平成17年） | 3,802  |
| 2010年（平成22年） | 4,140  |
| 2015年（平成27年） | 4,452  |
| 2020年（令和2年）  | 4,717  |

## 学区
区立小・中学校に通う場合、学区は以下の通りとなる（2023年3月時点）。
| 丁目           | 番地                                        | 小学校                 | 中学校                 |
| -------------- | ------------------------------------------- | ---------------------- | ---------------------- |
| 大森本町一丁目 | 全域                                        | 大田区立大森第五小学校 | 大田区立大森第二中学校 |
| 大森本町二丁目 | 1〜24番 25番の一部 26番 27番の一部 31〜33番 | 大田区立大森第五小学校 | 大田区立大森第二中学校 |
| 大森本町二丁目 | 25番の一部 27番の一部 28〜30番              | 大田区立大森東小学校   | 大田区立大森東中学校   |

## 事業所
2021年（令和3年）現在の経済センサス調査による事業所数と従業員数は以下の通りである。
| 丁目           | 事業所数  | 従業員数 |
| -------------- | --------- | -------- |
| 大森本町一丁目 | 82事業所  | 1,352人  |
| 大森本町二丁目 | 126事業所 | 862人    |
| 計             | 208事業所 | 2,214人  |

### 事業者数の変遷
経済センサスによる事業所数の推移。
| 年                 | 事業者数 |
| ------------------ | -------- |
| 2016年（平成28年） | 208      |
| 2021年（令和3年）  | 208      |

### 従業員数の変遷
経済センサスによる従業員数の推移。
| 年                 | 従業員数 |
| ------------------ | -------- |
| 2016年（平成28年） | 1,750    |
| 2021年（令和3年）  | 2,214    |

## 交通
当地域内に鉄道駅はないが、西部方向の第一京浜傍に京急本線が通っている。北部では大森海岸駅が、南部では隣の平和島駅がそれぞれ利用される。他に、大森駅からのバス路線の利用もある。

## 施設
- 大田区立大森第五小学校
- 大田区立大森スポーツセンター
- ミハラ通り商店街

## その他

### 日本郵便
- 郵便番号 : 143-0011[2]（集配局 : 大森郵便局[14]）。